# وودز کراس (یوتا)
وودز کراس (به انگلیسی: Woods Cross) شهری در ایالت یوتا کشور ایالات متحده آمریکا است که جمعیت آن در سرشماری سال ۲۰۱۰ میلادی، ۹٬۷۶۱ نفر بوده‌است.